# مارك إس. ألين
مارك إس. ألين (بالإنجليزية: Mark S. Allen)‏ هو مقدم تلفزيوني أمريكي، ولد في 15 مارس 1965 في أماريلو في الولايات المتحدة.

## وصلات خارجية
- مارك إس. ألين على موقع IMDb (الإنجليزية)
- مارك إس. ألين على موقع قاعدة بيانات الفيلم (الإنجليزية)